# أليكس (لاعب كرة قدم مواليد 2001)
أليكس هو لاعب كرة قدم برازيلي، ولد في 12 يوليو 2001 في لوندرينا في البرازيل.